# 삼성 갤럭시 A16
삼성 갤럭시 A16(영어: Samsung Galaxy A16)는 삼성전자가 생산하는 안드로이드 스마트폰이다. 5G 모델은 2024년 10월 7일에 공개되었고, 4G LTE 모델은 2024년 10월 15일에 공개되었다. 5G 모델은 대한민국에서 삼성 갤럭시 버디4라는 이름으로 2025년 5월 9일 LG U+ 단독 출시되었다.

## 같이 보기
- 삼성 갤럭시 A 시리즈